# Ngôn ngữ LGBT
Ngôn ngữ LGBT là môn nghiên cứu từ ngữ của cộng đồng LGBT. Các thuật ngữ liên quan hoặc đồng nghĩa phát triển bởi William Leap vào những năm 1990, bao gồm ngôn ngữ màu tím, loại ngôn ngữ "bao hàm phần lớn các ngôn ngữ được dùng hàng ngày" của cộng đồng LGBT, và ngôn ngữ queer, cụ thể hơn là đề cập đến ngôn ngữ liên quan công khai đến việc phơi bày định chuẩn hóa dị tính. Thuật ngữ "ngôn ngữ màu tím" bắt nguồn từ sự gán ghép từ lâu màu tím với cộng đồng LGBT. "Ngôn ngữ", trong trường hợp này, chỉ bất kì khía cạnh nào sử dụng lời nói hoặc chữ viết trong sử dụng ngôn ngữ, bao gồm giọng nói và phát âm, việc sử dụng từ vựng, và đôi khi các từ chuyên dụng như trong từ điển Polari.

## Lịch sử
Các nghiên cứu ban đầu trong lĩnh vực ngôn ngữ LGBT bị chi phối bởi khái niệm "từ vựng hoa oải hương" rõ rệt được ghi lại bởi Gershon Legman vào năm 1941. Năm 1995, William Leap, người có công trình kết hợp giữa các nghiên cứu văn hóa LGBTQ, lý thuyết văn hóa và ngôn ngữ học, đã kêu gọi học bổng để hướng tới một nghiên cứu đầy đủ và sắc thái hơn về việc sử dụng ngôn ngữ LGBTQ. Anna Livia và Kira Hall đã lưu ý rằng mặc dù nghiên cứu trong những năm 1960 và 1970 về sự khác biệt giữa cách nói của nam và nữ đã đưa ra giả định ngầm định rằng giới tính là cách có liên quan trong phân chia không gian xã hội, thì vẫn còn nhiều chỗ cho nghiên cứu ngôn ngữ dựa trên xu hướng tính dục hơn là dựa trên giới.

## Ngữ điệu trong Tiếng Anh

### Đồng tính nam
Nghiên cứu ngôn ngữ học, đặc biệt là trong tiếng Anh Bắc Mỹ, đã tiết lộ một số đặc điểm ngữ âm nổi bật được nhiều người đồng tính nam sử dụng, một số đặc điểm đó tuân theo các khuôn mẫu. Các nghiên cứu đã nhiều lần xác nhận rằng tỷ lệ nam giới người Mỹ nói tiếng Anh được công nhận là đồng tính bởi cách nói chuyện của họ cao hơn bình thường. Các đặc tính liên quan bao gồm cái thường được gọi là ngọng đồng tính: trên thực tế, họ phát âm /s/ và /z/  với tần số cao hơn và thời lượng dài hơn so với trung bình những người khác. Ngoài ra, những người đồng tính nam có thể có xu hướng hạ thấp các nguyên âm phía trước của TRAP và DRESS, đặc biệt là trong các tình huống "vui vẻ" hoặc tình huống xã hội bình thường. Nhiều đặc điểm trong cách nói chuyện của người đồng tính trùng với đặc điểm mà những người nói khác sử dụng khi cố gắng nói đặc biệt rõ ràng hoặc cẩn thận, bao gồm (phát âm quá mức) và mở rộng khoảng trống nguyên âm trong miệng. Quan điểm cho rằng một số cách nói của người đồng tính nam bắt chước hoàn toàn cách nói của phụ nữ là không chính xác, mặc dù chất lượng giọng nói chắc chắn được chia sẻ giữa hai phong cách nói. Nghiên cứu cũng cho thấy cách nói độc đáo của những người đồng tính nam bằng các ngôn ngữ khác, chẳng hạn như tiếng Tây Ban Nha Puerto Rico và tiếng Hà Lan Flemish.

### Đồng tính nữ
Nhà khoa học ngôn ngữ Benjamin Munson đã xác nhận những đặc điểm như vậy ở những người đồng tính nữ khi sử dụng âm vực thấp và phong cách giao tiếp trực tiếp hơn được tìm thấy trong các nghiên cứu trước đây, cộng với nhiều biến thể được hỗ trợ hơn của nguyên âm ngược, nhưng ông cũng lưu ý rằng sự khác biệt giữa những người phụ nữ đồng tính và dị tính "thậm chí còn tinh tế hơn" so với sự khác biệt giữa nam giới đồng tính và dị tính. Trong một thử nghiệm nói tiếng Anh, người nghe không thể xác định người nói là nữ đồng tính hay dị tính chỉ dựa vào giọng nói. Đồng thời, các nghiên cứu về cách nói chuyện của người đồng tính nữ từ lâu đã bị bỏ quên, khiến cho việc mở đầu nghiên cứu trở nên khó khăn.  Một nghiên cứu khác cho thấy rằng "mức độ quen thuộc với văn hóa queer" được những người nói tự đánh giá có mối tương quan có ý nghĩa thống kê với sự biến đổi ngữ âm như âm độ trung bình thấp hơn và tốc độ nói nhanh hơn, mặc dù phần lớn là đối với phụ nữ dị tính, phần nào đối với phụ nữ song tính, và hoàn toàn không đối với  phụ nữ đồng tính. Tác giả của nghiên cứu đưa ra giả thuyết rằng những phụ nữ thẳng, nhận thức được mục đích của nghiên cứu, có thể đã cố gắng thể hiện mối quan hệ của họ với những người đồng tính nữ bằng cách áp dụng khuôn mẫu của họ ở mức độ thấp hơn. Một thử nghiệm khác cho thấy rằng người nghe thực sự có thể đánh giá chính xác người nói nữ trên thang điểm từ "ít nhất" đến "có nhiều khả năng là đồng tính nhất" (sự khác biệt nhỏ giữa đồng tính và song tính theo thống kê), cho rằng phụ nữ thẳng có sự nữ tính hơn đáng kể, người nói song tính chỉ nhiều hơn một chút, và người đồng tính nữ tương quan hơn với âm vực trung bình thấp, phạm vi âm vực rộng hơn, định dạng thứ hai thấp hơn và sử dụng nhiều giọng nghiến (giọng kẹt) hơn. Tuy nhiên, không tìm thấy mối tương quan trực tiếp giữa các biến số ngữ âm này và xu hướng tính dục, có lẽ với người nghe xác định các đặc điểm khác chưa được kiểm tra.
Nhà ngôn ngữ học Robin Queen lập luận rằng các phân tích quá đơn giản và một ngôn ngữ của người đồng tính nữ riêng biệt được xây dựng thông qua sự kết hợp của các kiểu văn phong đôi khi mâu thuẫn nhau: ngôn ngữ khuôn mẫu của phụ nữ (ví dụ như ngữ pháp siêu chính xác), các hình thức không chuẩn khuôn mẫu liên quan đến tầng lớp lao động (nam giới) (ví dụ: rút gọn từ), các mục từ vựng khuôn mẫu dành cho người đồng tính nam và ngôn ngữ khuôn mẫu dành cho người đồng tính nữ (ví dụ: ngữ điệu dứt khoát, chửi rủa). Theo Queen, đôi khi những người đồng tính nữ cố tình tránh cách nói khuôn mẫu của phụ nữ để tách biệt với những kiểu nói của phụ nữ dị tính "chuẩn mực". Vì nữ tính là một phong cách rõ ràng, nên việc áp dụng nó sẽ được chú ý hơn là tránh né nó, điều này có thể làm tăng thêm sự thiếu vắng phong cách xã hội dành cho đồng tính nữ, trái ngược với lối nói chịu định kiến về mặt xã hội của người đồng tính nam. Tuy nhiên, người đồng tính nữ có thể có nhiều tiếng lóng hơn đồng tính nam, với một bài báo liệt kê gần 80 từ lóng phổ biến của người đồng tính nữ cho các hành vi và cơ quan tình dục.

## Ngôn ngữ của Người chuyển giới
Nghiên cứu ngôn ngữ học về ngôn ngữ của cộng đồng người chuyển giới đã khám phá các khía cạnh ngữ âm theo giới của giọng nói, các từ vựng cụ thể theo giới (đại từ, nhãn bản dạng, thuật ngữ xưng hô), cũng như các cách nói cụ thể trong cộng đồng chuyển giới (giới thiệu danh xưng, câu chuyện come out, hoạt động ngôn ngữ).

### Ngữ âm
Nghiên cứu ngữ âm học đã chỉ ra rằng giọng nói gốc của các cá nhân chuyển giới nam (và chuyển giới hướng nam tính) và chuyển giới nữ (và chuyển giới hướng nữ tính) thường nhưng không phải lúc nào cũng bị ảnh hưởng bởi và quá trình chuyển đổi xã hội y tế, bao gồm thông qua luyện giọng, cạo khí quản, dùng hormone nữ/nam, hoặc các loại thuốc khác, tất cả đều có thể làm thay đổi các đặc điểm ngôn ngữ học xã hội. Một nghiên cứu năm 2006 lưu ý rằng, sau khi trải qua năm phiên cộng hưởng miệng nhắm mục đích làm rộng môi và đẩy lưỡi về phía trước, mười cá nhân chuyển giới hướng nữ tính đã chứng minh sự gia tăng chung của các giá trị tần số hình thức F1, F2 và F3 cũng như giá trị tần số cơ bản F0, nghĩa là tổng thể âm vực cao hơn, do đó gần đúng hơn tần số thanh âm mong muốn của phụ nữ hợp giới. Luận án tiến sĩ năm 2012 của Lal Zimman theo dõi mười lăm cá nhân chuyển giới hướng nam tính từ khu vực Vịnh San Francisco trong một nghiên cứu dài hạn tập trung vào tần suất cơ bản và hình dạng, trong một đến hai năm sau khi bắt đầu liệu pháp thay thế hormone nam tính hóa (HRT), kết luận rằng cả mười đều trải qua giảm tần suất cơ bản trong giai đoạn đầu của HRT nhưng các yếu tố xã hội cũng ảnh hưởng đến nhiều thay đổi trong giọng nói và cách cư xử.

### Từ vựng và đại từ
Nghiên cứu về từ vựng của người chuyển giới cho thấy họ thường sử dụng các thủ pháp sáng tạo để tránh các đặc điểm cụ thể về thể chất hoặc giới của các thuật ngữ chỉ bộ phận sinh dục, bao gồm cả việc sử dụng một số từ chỉ cơ quan sinh dục cụ thể.

## Phi nhị nguyên giới
Các cá nhân phi nhị nguyên (bao gồm cả genderqueer, vô giới, song giới, linh hoạt giới, v.v.) có thể thể hiện giới theo một cách độc đáo thông qua lời nói. Họ có thể muốn người khác gọi họ không phải bằng đại từ tiêu chuẩn như từ anh ấy (he) hoặc cô ấy (she), mà bằng danh xưng trung tính tránh chỉ rõ giới tính và /hoặc chỉ bản dạng giới phi nhị nguyên. Các ví dụ tiếng Anh về những từ này có từ cuối những năm 1800 với thon và e; các đại từ mới hơn bao gồm ee, em, xe và ve. Những người phi nhị nguyên giới cũng có thể sử dụng các từ mới cho các mối quan hệ thể hiện theo giới trong truyền thống.
Từ "họ" số ít trong tiếng Anh có một số chức năng. Bên cạnh việc ám chỉ một người không cụ thể như trong "Sinh viên lý tưởng không bao giờ quên bài tập về nhà của họ", nó cũng được sử dụng cho những người cụ thể như trong "Jayden quên bài tập về nhà của họ". Từ họ số ít được sử dụng cho những người cụ thể có thể khác nhau về nghĩa, ví dụ: nó đề cập đến một người nào đó mà bạn không biết danh xưng hoặc một người nào đó sử dụng họ như một danh xưng bao hàm.
Ngôn ngữ bao hàm người chuyển giới và phi nhị nguyên không chỉ bao gồm danh xưng mà còn có các thuật ngữ và tùy thuộc vào ngôn ngữ mà các phần khác của ngôn ngữ được sử dụng theo cách khác. Trong các ngôn ngữ Lãng mạn như tiếng Pháp và tiếng Tây Ban Nha, chẳng hạn, các phụ tố của danh từ, tính từ và phân từ có sự thỏa thuận được thay đổi, cũng như đại từ và mạo từ. Tùy thuộc vào ngôn ngữ và các yếu tố xã hội học, có những cách tiếp cận khác nhau để loại bỏ nhị phân ngữ pháp khi nói về con người. Đối với tiếng Tây Ban Nha, các morphemes -x và -e được sử dụng rộng rãi, có thể thấy trong các đại từ như elle, trong khi ở tiếng Pháp, các dạng không nhị phân dễ hiểu nhất cho các đại từ dường như là iel (đối với số ít) và iels (đối với số nhiều).. Hay đối với tiếng Bồ Đào Nha, một số người sử dụng đại từ elu. Nghiên cứu cho thấy nhiều dạng khác nhau để hoàn tác nhị phân. Điều này không nên được bỏ qua. Như Kris Knisely đã chỉ ra, việc sử dụng hình thức hòa nhập không nhị phân có thể hiểu được có lợi thế trong giáo dục ngoại ngữ.
Để biết thêm các hình thức trung lập về giới trong các ngôn ngữ khác nhau, hãy xem Trung lập về giới trong các ngôn ngữ có đại từ ngôi thứ ba theo giới tính.

## Từ lóng
Các từ điển chuyên ngành có nghiên cứu và giải nghĩa từ lóng của người đồng tính đều đa phần xoay quanh vấn đề tình dục. Điều này có thể phản ánh các giả định của phương pháp luận trong các ấn phẩm này về tính cuồng dục của các cuộc trò chuyện giữa những người LGBT.
Trong một nghiên cứu, một nhóm nam giới đã được yêu cầu xem các hình ảnh khiêu dâm đồng tính nam, rồi tiếp tục thảo luận về hình ảnh đó. Kết quả là nhóm người đồng tính nam sử dụng nhiều tiếng lóng thay vì thuật ngữ thông dụng về hành vi tình dục hơn so với cặp nam dị tính hoặc là cặp nam dị tính–nam đồng tính. Phương pháp luận của nghiên cứu này gặp vấn đề bao gồm việc các phát hiện có thể chỉ là đã phản ánh sự kỳ thị đồng tính ở những nam dị tính đã tham gia nghiên cứu.
Câu hỏi liệu người dị tính có hiểu được những từ ngữ cộng đồng đồng tính sử dụng hay không cũng là một chủ đề của nhiều nghiên cứu. Một nghiên cứu với những người điếc đang sử dụng Ngôn ngữ ký hiệu Mỹ phát hiện ra rằng tất cả những người đồng tính nam tham gia nghiên cứu và 83% người đồng tính nữ đều hiểu được các biển chỉ dẫn cho một phòng tắm hơi đồng tính. Trong khi đó số nam dị tính hiểu được các biển chỉ dẫn là không có, còn số nữ dị tính là cứ 1 trên 11 người.

### "Dyke" (tạm dịch "Ô môi")
Một ví dụ nổi bật của từ lóng LGBT là sự tái chiếm dụng (reappropriation) ngày càng tăng của những người đồng tính nữ đối với từ "dyke" — tạm dịch là "Ô môi". Mặc dù vẫn tồn tại nghĩa xấu trong nhiều bối cảnh, "dyke" đã trở thành một biểu tượng cho sự chấp nhận ngày càng tăng đối với phong trào và bản sắc đồng tính nữ. Bản thân các nữ đồng tính họ dùng từ này để củng cố sự đoàn kết và thống nhất trong cộng đồng của họ. Một số ví dụ gồm các cuộc tuần hành dyke (cuộc diễu hành tự hào dành riêng cho phụ nữ), "dykes with tykes" (mô tả người đồng tính nữ làm phụ huynh), Dykes to Watch Out For (một bộ truyện tranh đã ra mắt 25 năm) và Dykes on Bikes (một nhóm mô tô mà theo thông lệ, họ sẽ dẫn đầu đoàn diễu hành San Francisco Pride). Giống như các nhóm thiểu số khác, những người đồng tính nữ đang dần dần đòi trở lại một từ đã từng gây tổn thương cho họ trong quá khứ. Điều này thậm chí còn gây ra các phản ứng pháp lý, trong đó nhóm "Dykes on Bikes" phải để tên trên giấy tờ là "Women's Motorcycle Contingent" vì họ bị Cơ quan Sáng chế và Nhãn hiệu Hoa Kỳ từ chối quyền đăng ký. Phải đến năm 2006 họ cuối cùng mới có thể đăng ký nhãn hiệu cho cái tên sau khi thuyết phục được Cơ quan rằng "dyke" không phải là một từ xúc phạm.

### "Faggot" (tạm dịch "Bê đê")
Faggot, thường được nói gọn lại là fag, là một thuật ngữ thường được sử dụng chủ yếu ở Bắc Mỹ để chỉ một người đàn ông hoặc bé trai đồng tính. Một số người đồng tính nam đã tái chiếm dụng thuật ngữ này, sử dụng nó với nghĩa trung lập, thậm chí là tích cực, để dùng miêu tả bản thân. Bên cạnh để chỉ những người đồng tính nam nói riêng, từ này còn mang nghĩa thù ghét đối với những người nam giới ăn mặc "quá lố" hoặc là để chỉ những người đồng tính nữ. Từ này trở nên phổ biến khi nó lan rộng từ Hoa Kỳ sang nhiều phạm vi khác nhau trong những nước nói tiếng Anh thông qua văn hóa đại chúng, bao gồm phim ảnh, âm nhạc và Internet.

## Các giả thuyết về nguyên nhân cho sự thay đổi trong sử dụng ngôn ngữ
Theo quan niệm truyền thống, cá tính của một người hình thành nên cách họ nói chuyện, tuy nhiên cách tiếp cận hậu hiện đại đảo ngược giả thuyết này, cho rằng cách chúng ta nói chuyện là một phần hình thành nên cá tính, cụ thể bản dạng giới có tính chất biến đổi thay vì cố định. Vào đầu thế kỷ 20, những giả thuyết liên quan đến tính dục về ngôn ngữ đã trở nên phổ biến (ví dụ như Freud và những giả thuyết của ông về phân tâm học). Chúng sử dụng một nền tảng quan điểm khá khác biệt so với những nghiên cứu hiện đại về vấn đề này. Một trong những quan niệm ban đầu đó cho rằng đồng tính luyến ái là một tâm bệnh. Tuy nhiên đến những năm 80, cộng đồng LGBTQ được nhìn nhận nhiều hơn là một nhóm thiểu số bị đàn áp, và các học giả bắt đầu khảo sát khả năng mô tả đặc điểm của việc sử dụng ngôn ngữ bởi người đồng tính theo một cách khác, với một phần do ảnh hưởng bởi những nghiên cứu về tiếng Anh bản địa người Mỹ gốc Phi (African-American Vernacular English). Các quan niệm đã bị thay đổi từ việc cá tính hình thành nên ngôn ngữ, cho tới ngôn ngữ được sử dụng để phản ánh một bản dạng xã hội và thậm chí được sử dụng để tạo nên bản dạng tính dục hoặc bản dạng giới.

### Sử dụng ngôn ngữ để hành diễn
Việc có một cách nói chuyện được chia sẻ giữa nhiều người có thể được sử dụng để tạo nên một nhận dạng đơn lẻ, thống nhất mà đổi lại có thể hữu dụng trong tổ chức đấu tranh chính trị. Tính dục là một dạng của bản sắc xã hội, được kiến tạo và hình dung một cách rời rạc. Trong một số trường hợp bản sắc chung này có thể được củng cố thông qua một số hình thức sử dụng ngôn ngữ chung, cũng như là được sử dụng cho các hoạt động tổ chức chính trị. Ngôn ngữ có thể sử dụng để đàm phán mối liên kết và sự mâu thuẫn của bản dạng giới và tính dục, và có thể biểu thị bản dạng thông qua nhiều cách, kể cả khi không có bất kỳ quy tắc cụ thể nào cho cách nói chuyện của người đồng tính.
Người đồng tính nam và đồng tính nữ có thể, thông qua việc sử dụng ngôn ngữ, hình thành nên những cộng đồng ngôn ngữ. Một cộng đồng ngôn ngữ là một cộng đồng trong đó có những nét ngôn ngữ tiêu biểu được thống nhất giữa các thành viên cộng đồng. Ranh giới cộng đồng thường trùng khớp với những đơn vị xã hội. Tư cách thành viên trong cộng đồng ngôn ngữ thường được giả định dựa trên sự rập khuôn bởi những yếu tố không liên quan đến ngôn ngữ học về cộng đồng. Thành viên có thể hạn chế dùng loại ngôn ngữ có ưu thế về mặt văn hóa và đối kháng uy quyền văn hóa qua việc duy trì sự đa dạng ngôn ngữ riêng của họ.
Tính hành diễn giới (Gender performativity) liên quan tới ngôn ngữ ở chỗ con người có thể điều chỉnh có chủ đích hoặc trong tiềm thức lối ăn nói của mình để tuân theo vai trò giới của họ. Đàn ông thường chọn lối nói có sự phản ánh những tiêu chuẩn mà nền văn hóa đã phân định thuộc về tính nam. Lối nói của người đồng tính nam có thể bị coi là ẻo lả bởi vì người khác nhìn vào sẽ cho là hành diễn ngôn ngữ của họ không hợp với giới tính.
Ví dụ ở phương Tây, người ta nhại theo lối nói đồng tính bằng cách sử dụng những tài nguyên âm thanh mang tính ẻo lả thái quá, ủng hộ quan điểm lối nói đồng tính là nữ tính. Tuy nhiên bởi vì nhiều phân ngành ngôn ngữ được coi là nam tính không xuất hiện bẩm sinh mà là trải qua quá trình học, một số người đồng tính nam nhất định có thể đang sử dụng nhiều phong cách diễn ngôn đa dạng hơn là một người đàn ông ‘nam tính’ điển hình.
Những sự cách điệu này có thể xảy ra được là nhờ tính lặp lại xuyên ngữ cảnh (iterability) của ngôn ngữ, và được dùng để biểu thị những thành phần của bản dạng mà thường không tuân theo hệ nhị phân giới. Ngược lại, người đồng tính nữ đã có sẵn một phạm vi diễn ngôn, tuy nhiên lại ngần ngại sử dụng một phong cách diễn ngôn riêng biệt. Tính nam, và lối nói được gán cho người đàn ông dị tính, bị giới hạn bởi những kì vọng văn hóa để đàn ông tránh xa khỏi sự 'đê tiện' (diễn giải chi tiết trong Gender Trouble); những sự chênh lệch quyền lực giữa các giới có thể dẫn đến người nói sử dụng những phong cách khác nhau để phù hợp với nhận dạng của họ hoặc hành diễn giới tính (gender performances) được kì vọng (ví dụ như những nam thanh niên thường dùng từ ‘fag’ để giữ tôn ti với những nam thanh niên khác, điều này thách thức xu hướng tính dục của họ thông qua hành diễn giới, củng cố thêm sự né tránh với từ ‘đê tiện’ hay nữ tính). Ngôn ngữ ‘nam tính’ được gán với lối nói không nữ tính và bởi vì một số người đồng tính nam có thể không muốn bị liên hệ tới phong cách ngôn ngữ nam tính dị tính trong một số ngữ cảnh, họ có thể tiếp cận những phong cách khác để biểu đạt bản dạng (bởi vì khả năng có hai lựa chọn, ‘nam tính’ hoặc ‘nữ tính’, trở nên không-’nam-tính’ thường bị coi là ‘nữ tính’). Ranh giới giữa ‘nam tính’ và ‘nữ tính’ được duy trì bởi những quy tắc văn hóa và trật tự xã hội đã cấm đoán tính nam mang bất kỳ đặc điểm của tính nữ, sự đê tiện.
Việc sử dụng ngôn ngữ cũng có thể phản ánh những hình thức hay khuôn mẫu nổi trội trong văn hóa. Thật vậy, hành diễn bản dạng không mang hiệu quả trừ khi các dấu hiệu đã biểu lộ ra được quy ước từ trước và được xã hội công nhận, đó là lý do vì sao đôi khi các khuôn mẫu vẫn hay được áp dụng. Các thành viên cộng đồng có thể hình thành mối quan hệ của họ với nhóm thông qua sở hữu những cách ăn nói, hành xử và suy nghĩ tương đồng nhau. Những cuộc đàm luận như vậy có thể tái lập hoặc điều chỉnh các mối quan hệ xã hội. Tuy nhiên đôi khi những quy ước ấy có thể không còn được sử dụng một khi chúng được biết đến rộng rãi. Chúng vì vậy không còn là thuộc về riêng ai, như trường hợp của Polari sau khi nó được sử dụng trên BBC.
Trong một ví dụ chi tiết về quá trình hình thành nên cộng đồng ngôn ngữ ở một cộng đồng LGBTQ nhất định, người chuyển giới và người ăn mặc xuyên giới có thể sử dụng từ vựng với chủ ý tách biệt thành viên với người ngoài để thiết lập tình đoàn kết và bản sắc xã hội trong nhóm. Vì nhất là những nhóm như này sẽ có khả năng cao bị đánh giá tiêu cực bởi bên ngoài hơn, sử dụng ngôn ngữ riêng tư có thể giữ tư cách thành viên một bí mật với người khác trong khi đảm bảo mọi người trong nhóm vẫn có thể nhận ra nhau.
Một số thành viên của một cộng đồng có thể sử dụng các biện pháp cách điệu và ngữ dụng (pragmatic) văn phong để biểu thị và phóng đại tính hướng và các bản dạng, nhưng một số người khác có thể cố tình tránh đi lối nói mang tính khuôn mẫu. Giới được biểu thị một cách gián tiếp khá thường xuyên, thông qua những đăc tính được gán với một số bản dạng giới nhất định. Bằng cách này, ví dụ, ăn nói mạnh mẽ được gán với tính nam nhưng cũng gán với sự tự tin và uy quyền Tương tự, văn phong của cộng đồng LGBTQ có một mối quan hệ với cộng đồng thực hành (community of practice) của người nói. Người nói có thể có một mối quan tâm chung, và phản ứng với một tình huống chung, và thông qua giao tiếp thường xuyên họ có thể phát triển các quy tắc văn phong nhất định. Những quy tắc văn phong mới mà người LGBTQ sử dụng trong cộng đồng thực hành của họ có thể được lan truyền thông qua các cơ quan như trường học nơi tập trung rất nhiều giai cấp, chủng tộc và giới khác nhau. Những đặc tính ngôn ngữ cụ thể này có thể được lan truyền thông qua sự sử dụng của những người có liên quan tới bản dạng LGBTQ.

### Mục tiêu riêng biệt hóa sử dụng ngôn ngữ của những người đồng tính nam
Mọi người thường có mặt trong nhiều hơn một cộng đồng, tùy họ sẽ có những mong muốn khác nhau về lựa chọn gắn bó thân cận nhất với cộng đồng nào. Đối với một số nam đồng tính, nhóm tự phân loại chủ yếu của họ trùng với danh tính của họ (là một người đồng tính nam). Để đạt được một sự công nhận như vậy, người đồng tính nam có thể nhận diện và bắt chước các dạng ngôn ngữ trong đó các bản sắc xã hội của người đồng tính nam được phản ánh, hoặc được coi là đặc trưng khuôn mẫu của người đồng tính nam. Ví dụ, việc sử dụng các đại từ dành cho phái nữ phân tách người đồng tính nam khỏi các chuẩn mực dị tính và đặt họ trong sự đối lập với tính nam dị tính. Tuy nhiên, lý do sử dụng và tần suất sử dụng các đại từ phái nữ có thể không giống nhau, ví dụ như dùng trong khi đùa cợt, hoặc dùng một cách nghiêm túc hơn để giữ vững và gắn kết các thành viên của một nhóm đồng tính nam với nhau.

### Mục tiêu riêng biệt hóa sử dụng ngôn ngữ của những người đồng tính nữ và dị tính nữ
Sự phát triển bản sắc đồng tính có thể khác nhau giữa nam và nữ. Đối với nhiều phụ nữ, bất kể khuynh hướng nào, bản sắc nữ quan trọng hơn bản sắc giới tính. Khi mà những nam đồng tính thường cảm thấy cần phải khẳng định mình chống lại các định chuẩn dị tính nam, thì những nữ đồng tính có thể lo ngại về phân biệt giới tính hơn là về bản dạng đồng tính nữ.
Hầu hết các nghiên cứu về các kết cấu ngôn ngữ nữ đồng tính tập trung vào các mẫu hình hội thoại, như trong Coates và Jordan (1997) và Morrish và Saunton (2007). Dựa trên nhiều bài diễn thuyết khác nhau, đặc biệt là các bài diễn thuyết về nữ quyền, phụ nữ khẳng định mình không phục tùng chế độ phụ quyền dị tính bằng những cuộc thảo luận toàn nữ mang tính cộng tác, thể hiện bằng các lượt lời thay đổi ít rõ ràng hơn và một môi trường trò chuyện hợp tác hơn. Thường thì mối gắn kết qua hội thoại giữa những người phụ nữ sẽ lấn át nhận dạng tính dục của họ. Tuy nhiên, nội dung của diễn ngôn đồng tính nữ có thể tách những người sử dụng nó khỏi định chuẩn dị tính và các giá trị của các nền văn hóa lớn. Diễn ngôn mang tính cộng tác còn bao gồm việc chống lại các chuẩn mực giới tính phổ biến thông qua việc kiến lập sự đoàn kết một cách tinh tế hơn, và không nhất thiết là luôn phải chống lại hành vi ngôn ngữ "đặc trưng về giới".
Một ví dụ về cách dùng ngôn ngữ đặc trưng của phái nữ là giữa những người phụ nữ đi xe mô tô. Dykes on Bikes, một nhóm chủ yếu gồm nữ đồng tính và Ladies of Harley, một nhóm chủ yếu gồm nữ dị tính, đã bộc lộ ra nhiều những trải nghiệm chung. Mặc dù hai nền văn hóa có sự khác nhau, cả hai đều tập trung vào sự gắn kết chị em, xe máy và một ngôn ngữ chung của những tay đua nữ. Ngôn ngữ chung của họ giúp thiết lập bản sắc chung trong một lĩnh vực chủ yếu là nam giới và đánh dấu ranh giới giữa họ và tính nữ truyền thống.

### Các phong cách ngôn ngữ biến đổi
Các phong cách ngôn ngữ biến đổi, hay chuyển đổi phong cách ngôn ngữ, có thể chỉ ra được những cá nhân này muốn đặt danh tính nào lên trước như một danh tính chủ yếu trong một khoảng thời gian nhất định. Sự lựa chọn cách sử dụng ngôn ngữ giữa những người đồng tình nam phụ thuộc vào đối tượng nghe và văn cảnh, và sự thay đổi phụ thuộc vào những nhu cầu mang tính tình huống, giả dụ như nhu cầu được thể hiện hoặc che dấu danh tính đồng tính trong một môi trường nhất định. Tương tự như vậy, đồng tính nữ cũng có thể làm nổi bật danh tính đồng tính nữ trong một số hoàn cảnh, và không muốn trong một số hoàn cảnh khác. Podesva đã nói đến một ví dụ về chuyển đổi phong cách ngôn ngữ, đó là khi một luật sư đồng tính được phỏng vấn về sự phân biệt với người đồng tính trên sóng radio, ông đã cân bằng giữa việc thể hiện sự đồng tính ở mức có thể nhận ra, và việc tỏ ra được giáo dục, bởi "ngôn ngữ đồng tính" có xu hướng bị đánh đồng với sự phù phiếm và thiếu giáo dục.
"Khám phá sự chuyển đổi" có thể được sử dụng để nhận định liệu người đối diện có cùng thể hiện một danh tính với người nói. Ví dụ, một người đồng tính nam có thể sử dụng một số từ ngữ và cách cư xử nhất định, được biết đến rộng rãi bởi toàn cộng đồng, như một bài kiểm tra để xem liệu danh tính của họ có được nhân diện bởi người nghe hay không. Điều này cho phép người đồng tính được thể hiện sự đoàn kết với một thành viên của cộng đồng mà trước đó anh ta không quen biết mà không nhất thiết phải tiết lộ xu hướng tính dục của mình cho một người dị tính, và rất có thể là có thái độ thù địch. Tuy nhiên, sự thiếu nhất quán của việc sử dụng ngôn ngữ giữa các nhóm nhỏ của cộng đồng LGBTQ, cùng với đó là sự hiện diện của những người không thuộc cộng đồng nhưng đã quen thuộc với phong cách ngôn ngữ đồng tính, có thể làm quá trình này trở nên không đáng tin cậy.
Mọi người cũng có thể dùng việc chuyển đổi phong cách ngôn ngữ để bình luận về xã hội hoặc để giải trí. Những người biểu diễn drag da màu thường sử dụng cụm mang nghĩa định kiến "bà người Anh da trắng" để phá bỏ những phỏng đoán của xã hội về giới và chủng tộc, và để thể hiện sự chỉ trích đối với những phỏng đoán này. Sự bắt chước không nhất thiết thể hiện cho cách sử dụng ngôn ngữ thực sự của một nhóm, mà thường là khuôn mẫu về ngôn ngữ được biết đến rộng rãi của nhóm đó. Trong ngôn ngữ của những người biểu diễn drag, việc sử dụng ngôn ngữ cũng đồng thời được thể hiện bằng việc đặt những khía cạnh trái ngược ở cạnh nhau, chẳng hạn như những ngôn từ trang trọng lẫn với ngôn ngữ đồi trụy, để bổ sung cho sự phá bỏ những khuôn mẫu về văn hóa và ngôn ngữ một cách có chủ ý của họ.

### Các vấn đề trong việc học hỏi về các loại hình ngôn ngữ trong mối tương quan với tính dục và bản dạng giới
Don Kulick đã đưa ra luận điểm rằng nghiên cứu về mối liên kết giữa các loại bản dạng tính dục và ngôn ngữ đang bị loại bỏ, bởi các nghiên cứu đã không thể chỉ ra được rằng ngôn ngữ mà những người đồng tính nam và nữ sử dụng là độc nhất. Kulick cho rằng mặc dù một số nhà nghiên cứu có thể đã có những lý do chính trị để hình dung ra một cộng đồng LGBTQ đoàn kết thành một thể và có thể được nhận ra thông qua các hình thức ngôn ngữ, thì trên thực tế, một cộng đồng ngôn ngữ không nhất thiết phải tồn tại như vậy. Kulick chỉ ra rằng cộng đồng LGBTQ không hoàn toàn giống nhau, và cách sử dụng ngôn ngữ của họ cũng vậy. Những đặc tính của "ngôn ngữ đồng tính" không được sử dụng nhất quán bởi các cá nhân đồng tính, và họ cũng không phải hoàn toàn không dùng tới ngôn ngữ của tất cả những cá nhân dị tính. Hơn nữa, Kulick kịch liệt phản đối những định nghĩa thường mang đậm tính phỏng đoán của ngôn ngữ người queer. Ông cho rằng những hình thái ngôn ngữ không thể được gắn nhãn là ngôn ngữ LGBTQ chỉ đơn giản bởi nó được sử dụng bởi người thuộc cộng đồng LGBTQ.
Các nghiên cứu về một cộng đồng ngôn ngữ đưa ra những phỏng đoán trước về sự tồn tại của một cộng đồng như thế có thể tạo ra những khuôn mẫu không thể khắc họa chính xác thực tế xã hội về sự khác biệt giữa các nhóm trong một cộng đồng và bỏ qua danh tính cá nhân. Hơn nữa, những nghiên cứu về việc sử dụng ngôn ngữ đồng tính nam thường chỉ tập trung vào những người Mỹ gốc Âu trung lưu, những người công khai là chuyển giới và không thuộc những nhóm nhỏ của cộng đồng LGBTQ, và như vậy có thể tạo ra những kết luận mang tính định hướng sai lệch về một cộng đồng toàn thể.
Rusty Barrett đề xuất rằng ý tưởng về một cộng đồng ngôn ngữ đồng nhất có thể được thay thế một cách chính xác hơn bởi một trong những cộng đồng queer dựa trên tinh thần của cộng đồng hoặc một hệ thống văn hóa queer, bởi việc sử dụng ngôn ngữ có sự phân hóa rất lớn. Kulick lại đưa ra đề xuất rằng, thay vì nghiên cứu các cộng đồng ngôn ngữ mà ông đã kết luận là "không hề và không thể tồn tại" bởi những vấn đề về mặt phương pháp luận, các nhà nghiên cứu nên tìm hiểu về "ngôn ngữ và cảm xúc" thông qua việc nghiên cứu sự ức chế trong văn cảnh ngôn ngữ, cân nhắc cả những điều được nói và những điều không được hay không thể nói. Kulick đã chỉ ra yêu cầu phải cân nhắc về vai trò của tính dục trong danh tính tính dục, khác với một số nhà nghiên cứu ngôn ngữ LGBTQ đã bỏ qua tính dục để ưu tiên những đặc điểm ngôn ngữ có thể hợp lý hóa xu hướng đồng giới hơn là tính dục.

## Các vấn đề trong việc khái quát quá mức về danh tính tính dục và phong cách ngôn ngữ
Mục này sẽ tìm hiểu về lý do vì sao cách tiếp cận truyền thống với việc tìm hiểu về ngôn ngữ và giới có nhiều khuyết điểm.

### Sự thiếu chính xác của các hình mẫu hoán dụ
George Lakoff đã giải thích sự thiếu chính xác của các hình mẫu hoán dụ, khi mà mọi người vội vàng đi tới các kết luận mà không có đủ sự suy xét, dẫn tới các hệ quả nguyên mẫu, trong cuốn sách "Phụ nữ, lửa và những thứ nguy hiểm" của ông. Đầu tiên, chúng ta thường coi những ví dụ điển hình như những ví dụ tốt hơn cho một thể loại. Chẳng hạn, trong nhóm các loại hoa quả, táo và cam là những ví dụ điển hình. Chúng ta thường lý luận bằng cách lấy những dẫn chứng từ những ví dụ điển hình cho đến kém điển hình. Sự thật là, một khối lượng kiến thức khổng lồ về các thể loại sự vật được sắp xếp theo các trường hợp điển hình. Chúng ta ngay lập tức lấy ra những dẫn chứng trên nền tảng là những kiến thức như thế. Thứ hai, những ví dụ đáng chú ý, vốn quen thuộc và dễ nhớ hơn, được sử dụng một cách vô thức trong cách hiểu của chúng ta về sự vật. Chẳng hạn, nếu một người bạn thân của một ai đó là người ăn chay, và họ không biết thêm nhiều về những người ăn chay khác, họ sẽ có xu hướng khái quát hóa từ người bạn thân của họ tới những người ăn chay khác. Đây là thứ mà Tversky và Kahneman đã gọi là "nghịch lý liên hợp". Để hiểu được quan điểm này thông qua thuyết xác suất, hãy nghĩ tới hai sự kiện không có mối liên hệ mật thiết. Thuyết này suy đoán rằng khả năng hai sự kiện xảy ra cùng một lúc thấp hơn khả năng một trong hai sự kiện xảy ra, mà không xét tới việc hai sự kiện này thực ra không hề liên quan tới nhau. Để hiểu được điều này trong mối tương quan với ngôn ngữ LGBT, chỉ bởi vì hai cá nhân đều tự xác định bản thân là nam giới song tính không nhất thiết có nghĩa là họ đều phải có cùng chung những đặc tính về ngôn ngữ và phong cách xã hội. Việc không thể hiểu được sự bất tương xứng này giữa các trường hợp nguyên mẫu và không nguyên mẫu đã dẫn tới sự nghiên cứu không hiệu quả về ngôn ngữ LGBT. Những ví dụ điển hình và nổi bật chỉ là hai trong số những hình mẫu hoán dụ. Những loại khác bao gồm cả định kiến xã hội, trường hợp lý tưởng, hình tượng mẫu mực, người kiến tạo, hoặc các hình mẫu phụ.

### Sự hiện diện của chồng chéo
Nhiều nghiên cứu học thuật đã chỉ ra rằng phong cách ngôn ngữ của GLB và người dị tính không loại trừ lẫn nhau. Chẳng hạn như Munson và cộng sự (2006), nghiên cứu về bản chất chênh lệch của xu hướng tính dục được nhận thức bằng cách cho 40 người nghe đánh giá xu hướng tính dục của 44 người nói trên thang đo khoảng bằng nhau từ 1 đến 5. 44 người nói có số lượng người GLB và người dị tính bằng nhau. Khi xét trung bình trong 40 người nghe, đánh giá cho từng người nói cho thấy có sự chồng chéo giữa GLB và người dị tính. Ví dụ, hai người đàn ông được xếp hạng trung bình là đồng tính nhất bao gồm một người tự nhận là dị tính và một người tự nhận là đồng tính. Mặc dù có sự khác nhau về cấp độ theo nhóm giữa GLB và người dị tính trong sự đồng tính âm thanh của giọng nói, chồng chéo vẫn tồn tại, đưa ra một thách thức quan trọng cho mô hình đơn giản trong đó sự khác biệt về lời nói là hệ quả tất yếu của xu hướng tính dục. Thực tế việc không có sự phân biệt rõ ràng giữa khuôn mẫu ngôn ngữ của GLB và người dị tính cho thấy rằng quá nhiều thế hệ trong việc nghiên cứu ngôn ngữ và giới có thể nguy hiểm.

### Tính đa dạng của bản sắc xã hội
Các nghiên cứu ngôn ngữ học xã hội đương thời cho rằng phong cách là có được nhờ học hỏi nhiều hơn là được chỉ định vào thời điểm ra đời. Như đã nói, bản sắc biểu hiện trong một chuỗi thời gian hoạt động xã hội, thông qua các tác động tổ hợp của cấu trúc và cơ quan. Vì bản sắc xã hội không cố định, mô hình cộng đồng ngôn ngữ theo truyền thống được sử dụng như một khuôn khổ ngôn ngữ học xã hội trong nghiên cứu ngôn ngữ và giới tính, không đáng tin cậy bằng mô hình cộng đồng hành động, khuôn khổi mới xuất hiện từ lý thuyết thực hành. Ngoài ra, vì bản sắc xã hội không cố định, phong cách nói có thể chủ động thay đổi, do đó phong cách nói của một người có ý nghĩa xã hội khác nhau theo thời gian. Tương tự như vậy, một cá nhân có thể tham gia vào đồng thời nhiều hoạt động bản sắc và chuyển từ bản dạng này sang bản dạng khác một cách vô thức và tự động, và do đó hình thành thuật ngữ bản dạng đa nghĩa.

### Ví dụ về bản dạng không thuộc phương Tây và cách sử dụng ngôn ngữ của họ
Theo nhiều học giả ngôn ngữ, việc cho rằng tất cả vai trò giới tính và giới đều giống với những vai trò nổi bật trong xã hội phương Tây hoặc phong cách ngôn ngữ gắn liền với các nhóm nhất định sẽ giống với phong cách gắn liền với các nhóm phương Tây nhận dạng tương tự, là sai lầm.

#### Bakla
Bakla là những người đồng tính nam Philippines, nhưng khái niệm bản dạng bakla không giống với đồng tính luyến ái nam ở phương Tây. Với các bakla, cũng như các nhóm thiểu số tính dục không thuộc phương Tây khác, bản dạng tính dục liên quan mật thiết với bản dạng giới. Các bakla thường được cho là thuộc tính nữ và ăn mặc như phụ nữ. Họ cũng sử dụng những các thuật ngữ của phái nữ cho bản thân và thỉnh thoảng cho các bộ phận cơ thể của họ, đôi khi được gọi và tự cho rằng họ không phải là "đàn ông thực sự".

#### Hijras
Hijra là những người Ấn Độ tự nhận mình không phải phụ nữ lẫn đàn ông. Một số miêu tả hijra là "giới tính thứ ba". Bản dạng của họ khác với bản dạng của người đồng tính nam phương Tây hoặc bản dạng của người chuyển giới, tuy nhiều hijra có bạn tình nam. Có một phương thức ngôn ngữ đặc biệt thường gán cho các hijra, nhưng nó mang tính khuôn mẫu và thường xuyên bị xúc phạm.